# Turopîn, Turiisk
Turopîn (în ucraineană Туропин) este un sat în comuna Mokreț din raionul Turiisk, regiunea Volînia, Ucraina.

## Demografie
Componența lingvistică a localității Turopîn
     Ucraineană (98,16%)
     Rusă (1,47%)
     Alte limbi (0,37%)
Conform recensământului din 2001, majoritatea populației localității Turopîn era vorbitoare de ucraineană (98,16%), existând în minoritate și vorbitori de rusă (1,47%).